# 風之影
《風之影》（La Sombra Del viento），是西班牙作家卡洛斯·魯依斯·薩豐在2001年出版的小說，在2004年被翻譯成英文（The Shadow of the Wind），運用了魔幻寫實主義技巧而寫成。

## 故事大綱
故事發生在1945年至1966年，佛朗哥時期的巴塞罗那，達尼的父親帶十歲的他造訪充滿著古董二手書的「遺忘書之墓」。依據傳統，首度拜訪此處的人們可任意挑選一本書，而且要畢生保護它。達尼挑中了一本胡立安·卡拉斯的《風之影》，在當晚讀完這本書並費盡心力要找出這位不知名作家的其它作品，但卻徒勞無功。在峰迴路轉下，他找到了拉因·谷柏的相關故事，正巧是胡立安·卡拉斯書中的惡魔角色，拉因·谷柏用盡各種方式買下胡立安的書，並燒燬他們。正當達尼與書中男主角的角色逐漸重疊時，受驚嚇的達尼將書放回遺忘書之墓，但是卻發現他已經身歷書中故事數年之久，這種種對他的生活無時不刻的產生了莫名的威脅…… 書中的各個故事環環相扣，聲效俱佳，令人處處驚喜。

## 中譯本
2006年，范湲譯，圓神出版社，ISBN 986-133-144-1（平裝），560頁。
2007年，范湲譯，圓神出版社，ISBN 986-133-185-9（精裝），560頁。
2006年，范湲译，人民文学出版社，ISBN 702-005-828-0（平裝），412页。
2013年，范湲译，人民文学出版社，ISBN 978-7-02-009566-7（精装），587页

## 人物
- 達尼·森貝雷 - 故事主人翁
- 森貝雷先生 - 達尼父親，古董書與二手書書店老闆
- 伊薩克 - 「遺忘書之墓」管理員
- 湯瑪斯·雅吉拉爾 - 達尼的同班同學，喜好發明
- 碧雅翠詩·雅吉拉爾 - 湯瑪斯的姐姐，後為達尼之妻
- 胡立安·卡拉斯 - 書中《風之影》《紅屋》《教堂神偷》作者
- 古斯塔佛·巴塞羅 - 達尼父親的好朋友， 擁有一家洞穴般的老書店
- 克萊拉 - 巴塞羅雙目失明的姪女，曾經是達尼的初戀對象
- 貝娜坦 - 克萊拉家女管家
- 哈維爾·傅梅洛 - 胡立安同學，原為私家偵探，內戰後搖身變為警察，以嚴酷手段鎮壓異己
- 費德裡戈先生 - 鐘錶匠，書店常客
- 費爾明 - 森貝雷先生書店得力助手，達尼的生活導師
- 米蓋 - 胡立安同學，協助胡立安出版他的書
- 赫黑·安達雅 - 胡立安同學
- 潘妮蘿珮·安達雅 - 赫黑的妹妹，跟年輕時的胡立安為一對戀人
- 努麗亞·蒙佛特 - 伊薩克女兒，卡貝斯塔尼出版社秘書，米蓋妻子
- 哈辛坦 - 潘妮蘿珮的奶媽，視潘妮如己出

## 延伸閱讀
《白雪王子》- 卡洛斯·魯依斯·薩豐 處女作，1993年出版

《午夜皇宮》

《九月之光》

《瑪麗娜》

《天使遊戲》風之影二部曲

《天空的囚徒》風之影三部曲

《靈魂迷宮》風之影四部曲

## 外部連結
- 風之影官網 （页面存档备份，存于）